# Нефтегазовая арматура
Нефтегазовая арматура — номенклатура трубопроводной арматуры, используемой в нефтегазовой отрасли.

## Номенклатура
- Обвязка колонная
- Фонтанная арматура
- Электронасосная арматура
- Штангонасосная арматура
- Нагнетательная арматура
- Привод арматуры (электропривод, пневмопривод, электромагнитный привод)
- Трубная головка
- Манифольд
- Задвижка
- Дроссель
- Запорный клапан
- Регулятор давления
- Клапаны и заслонки
- Диафрагма ограничения потока
- Штанговращатель
- Кран
- Станция управления
- Средства диагностики
- Фитинг

## Рынок
Промышленная нефтегазовая арматура один из наиболее массовых видов промышленной продукции, которая относится к нефтегазовому оборудованию. Объём российского рынка арматуры по оценкам специалистов составил в 2007 году около $960 млн. Нефтегазовая отрасль образует один из наиболее крупных секторов потребляя до 22 % общего объёма арматуры (2007 год). При этом рынок имеет устойчивую тенденцию роста в течение, как минимум, семи последних лет.

## Стандарты и требования
Общие требования к оборудованию обусловлены факторами влияющими на условия работы. В России стандарты на буровое оборудование регулируются ГОСТ 13846-89 «Арматура фонтанная и нагнетательная». Также существует общий комплекс ГОСТ для аппаратов, материалов и к требованиям безопасности.